# 五色ヶ原 (立山連峰)

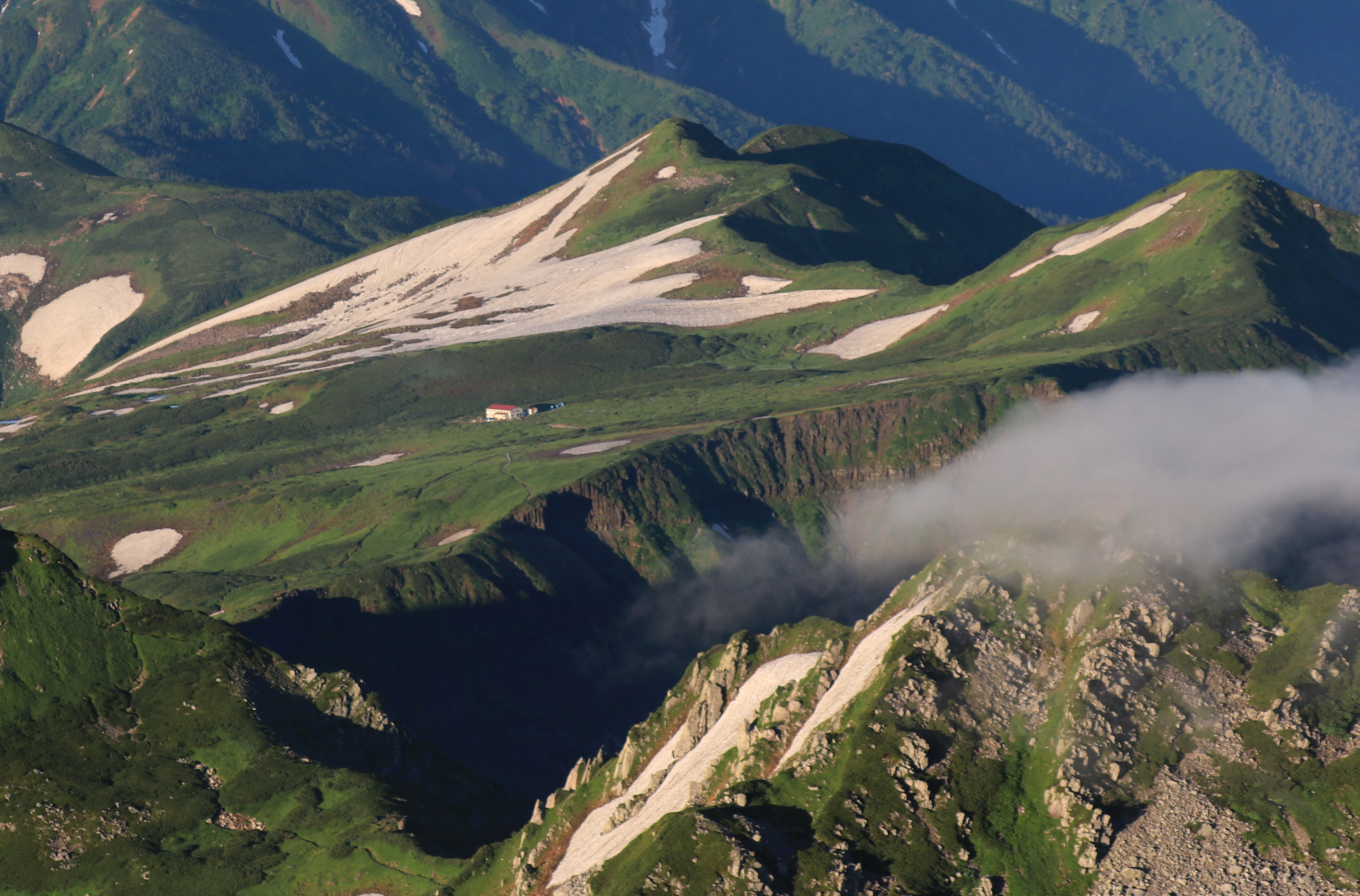
五色ヶ原を北東から望む
立山の雄山から撮影

五色ヶ原（ごしきがはら）は、立山から薬師岳に続く立山連峰の途中にある台地。富山県富山市に属する。

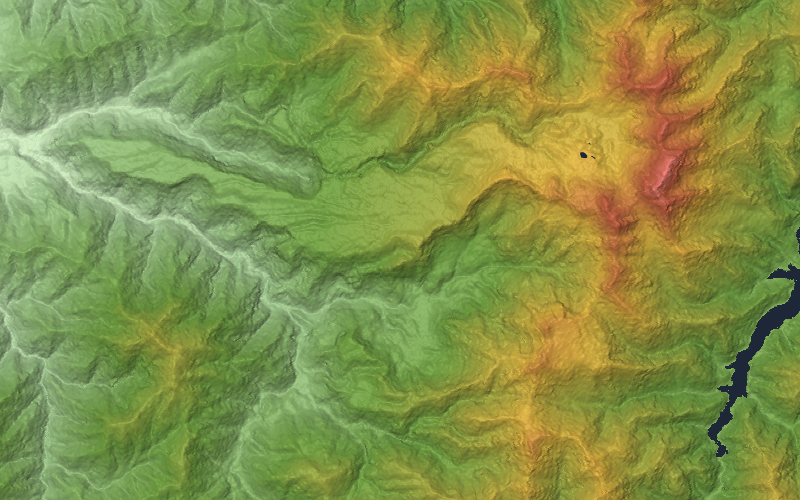
中央右の窪地が立山カルデラでその南東の比較的平坦な場所が五色ヶ原

## 概要
- 五色ヶ原の標高はおよそ2,500 mである。太古の昔、立山火山（弥陀ヶ原火山）の噴火により流れ出した溶岩によって形成されたといわれる。北西側は立山カルデラとなって落ち込んでいる。カルデラ壁に鷲岳、鳶山といった山がある。夏になると一帯には、五色ヶ原の名前に恥じない高山植物チングルマが咲く美しい木道の雲上の楽園である。早朝の五色ヶ原も絶景である。
- 富山県の代表的な山で、田中澄江の花の百名山に選ばれている。
- 五色ヶ原は、立山（一の越、ザラ峠）方面から薬師岳へ至る南北方向へ伸びる登山道上にあり、また五色ヶ原から東方へ黒部湖（平ノ渡場）へ至る登山道も存在する。アクセスは、いずれかの登山道を利用することとなる。
- 五色ヶ原へは、厳冬期に戦国武将「佐々成正」が越えたといわれる「さらさら越え」のザラ峠に至るまでは、途中に北アルプスらしい雪渓のトラバース、クサリ場やハシゴなどが、ある。

## 周辺の山小屋

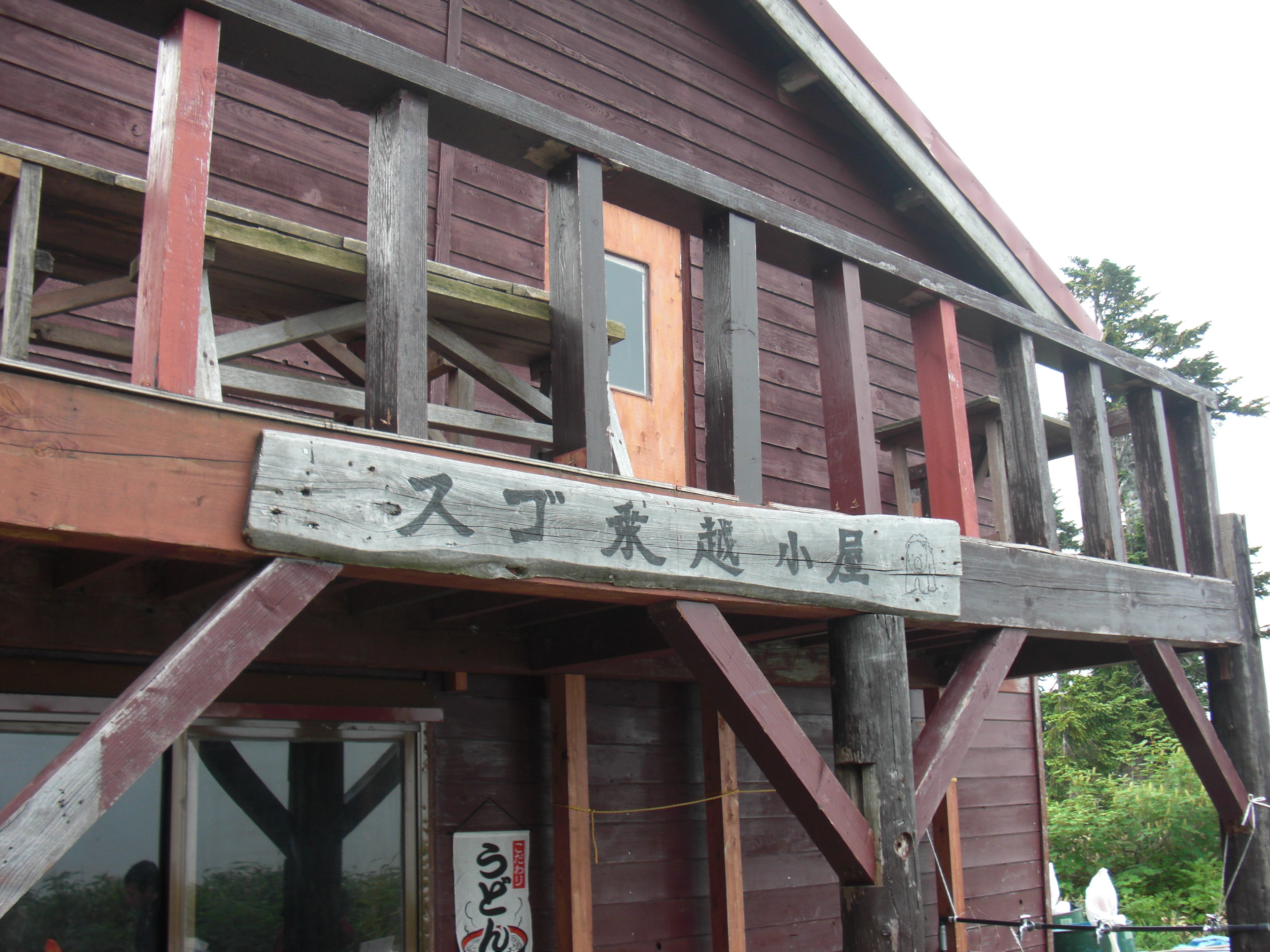
スゴ乗越小屋

富山市有峰五色小屋は日本郵便から交通困難地の指定を受けているため、地外から当地宛に郵便物を送付することは出来ない。
- 五色ヶ原山荘
- 五色ヶ原ヒュッテ
- 平ノ小屋
- スゴ乗越小屋

## 近隣の山
- 立山
- 越中沢岳
- 薬師岳